# Heinrich Münter
Albert Heinrich Münter (* 7. Dezember 1883 in Herford; † 19. Februar 1957 in London) war ein deutscher Anthropologe.

## Leben
Münter war seit 1920 am Anatomischen Institut der Universität Heidelberg beschäftigt. 1923 habilitierte er sich im Fach Anthropologie mit einer Arbeit, die sich mit dem Schädelbau von Bevölkerungsgruppen im alten Ägypten befasste. In den folgenden Jahren legte er die sogenannte germanische Skelettsammlung der Universität an, die 1941 auf das Institut für Rassenkunde der Universität Freiburg sowie Carl Schneider, den Direktor der Psychiatrischen Klinik Heidelberg, aufgeteilt wurde, der sie nach rassenmäßigen Gesichtspunkten neu organisieren sollte.
1929 wurde Münter zum außerordentlichen Professor in Heidelberg ernannt. Ausschlaggebend hierfür waren seine Forschungen zum „Rassenwandel“ der ägyptischen Bevölkerung, seine erbbiologischen Arbeiten über die Insassen der Badischen Blinden- und Taubstummenanstalten sowie über die Marokkanerkinder von Main und Umgebung. In den folgenden Jahren hielt er Vorlesungen über Themen wie die Erblichkeitslehre und Eugenik, Elemente der allgemeinen Biologie und Grundzüge einer allgemeinen Rassenbiologie und die biologischen Ursachen der Entwicklung der Kulturvölker.
Nach dem Machtantritt der Nationalsozialisten im Frühjahr 1933 wurde Münter aus dem Staatsdienst verdrängt. Im Februar 1934 ließ er sich von der Universität Heidelberg beurlauben und ging nach Großbritannien. In Heidelberg galt er bis zum Sommersemester 1936 in den Vorlesungsverzeichnissen als beurlaubt, bevor er von der Universitätsleitung im Wintersemester 1936 offiziell aus dem Universitätsdienst mit der Begründung „wegen Nichtverlängerung seines Vertrages ausgeschieden (Ehefrau Kommunistin!)“ entfernt wurde.
Von 1934 bis 1936 war Münter Forscher am Royal College of Surgeons in London sowie am Birmingham Museum. 1936 wechselte er an die Oxford University.
Von den nationalsozialistischen Polizeiorganen wurde Münter Ende der 1930er Jahre als wichtige Zielperson eingestuft: Im Frühjahr 1940 setzte das Reichssicherheitshauptamt in Berlin ihn auf die Sonderfahndungsliste G.B., ein Verzeichnis von Personen, die im Falle einer erfolgreichen deutschen Invasion Großbritanniens durch die Sonderkommandos der SS-Einsatzgruppen mit besonderer Priorität ausfindig gemacht und verhaftet werden sollten.

## Schriften
- Altägypter und Kopten in Bezug auf negroide Komponenten beim Schädelbau, 1922.
- Zur Differentialdiagnose der Kopten, 1926.